# Sistema anticol·lisió

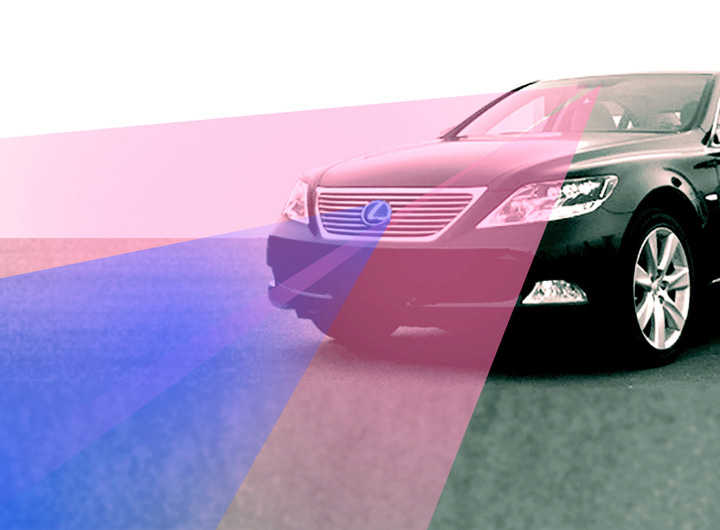
Sistema de frenada d'emergència multi-sensor: Radar (blau) i càmera estereoscòpica (vermell)

Un sistema anticol·lisió és un sistema d'assistència al conductor preventiu per a automòbils, que davant de risc per al conductor adverteix o frena automàticament mitjançant una frenada d'emergència (assistent de frenada). Aquest sistema ajuda a evitar la col·lisió amb un obstacle o a reduir la velocitat de xoc, però també pot donar suport a altres mesures de seguretat.

## Funció
Els vehicles amb sistema de frenada d'emergència tenen regularment sensors per a l'anàlisi de distàncies, acceleració, angle de gir, angle del volant i posició del pedal. Dels valors mesurats per aquests sensors, l'ordinador de bord calcula si indiquen una situació de risc o si hi ha un estat de desplaçament crític. Les dades d'alguns dels sensors també s'utilitzen per a altres finalitats. Per exemple, els ABS i control d'estabilitat (també anomenat ESP o ESC) utilitzen les dades dels sensors a les rodes.
Molts assistents de frenada adverteixen al conductor, per exemple, quan hi ha molt poca separació amb el vehicle del davant, abans de reduir automàticament el subministrament de combustible i frenar.

## Denominació
Aquests sistemes es denominen de manera diferent depenent del fabricant d'automòbils:
- Audi: pre sense.[2]
- BMW: intelligent brake (iBrake).
- Bosch: Predictive Safety System (PSS).
- Daimler: Pre-Safe Bremse/Break.
- Ford: Active City Stop.
- Honda: Collision Mitigation Brake System.
- Volkswagen: Front Assist (anomenat igual per SEAT i Škoda).
- Volvo: City Safety.

## Advertiment de col·lisió frontal

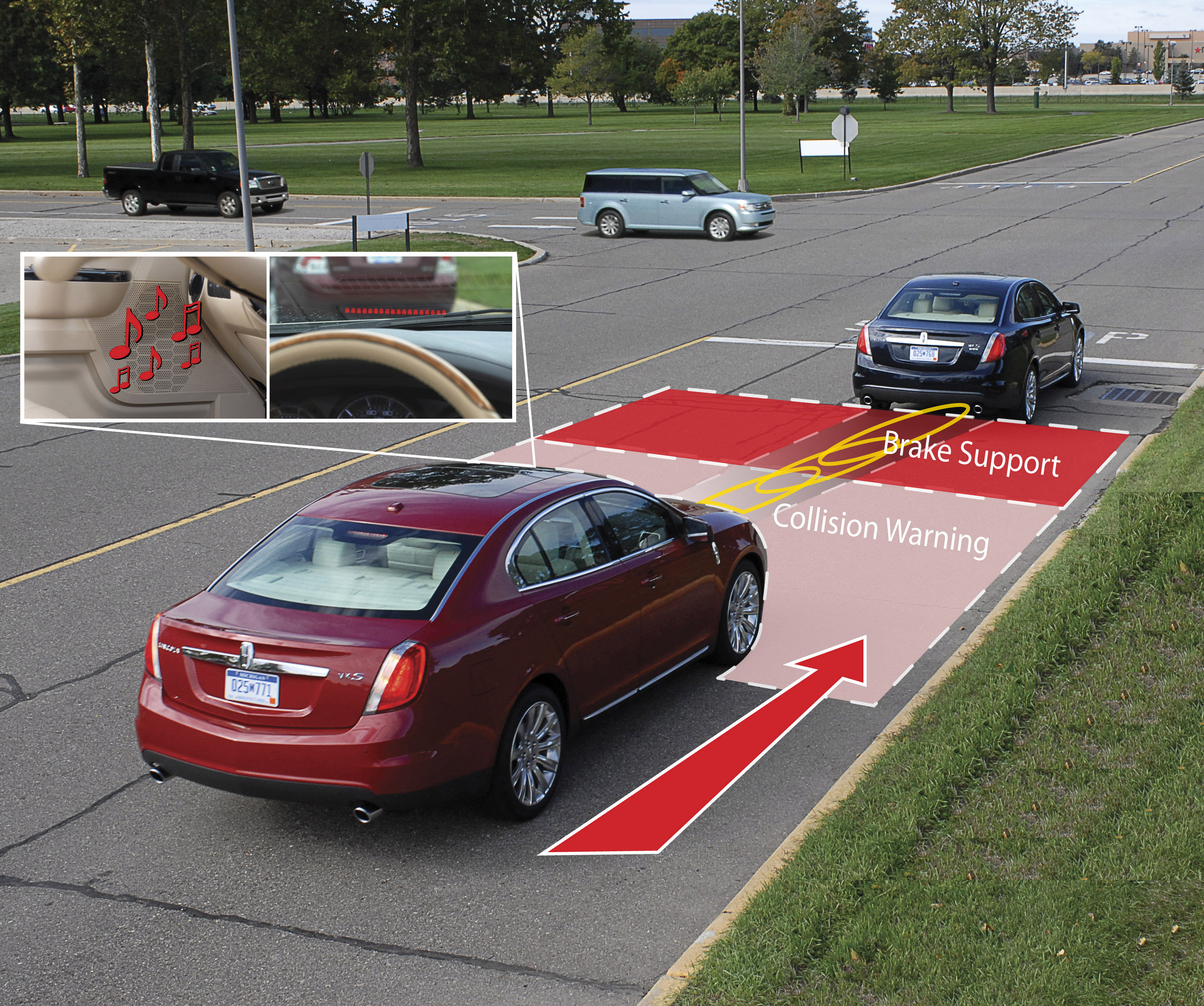
Advertiment de col·lisió

Un sistema d'advertència de col·lisió reconeix la separació per mitjà d'una càmera o amb sensors de radar o Lidar, així com també la diferència de velocitat, respecte a altres vehicles o obstacles i adverteix al conductor davant del risc d'una col·lisió. Tanmateix, el sistema d'advertència de col·lisió no influeix en l'acció de frenada del cotxe. Aquest sistema es va presentar per primera vegada a països com Alemanya l'any 2003.

## Assistent de frenada

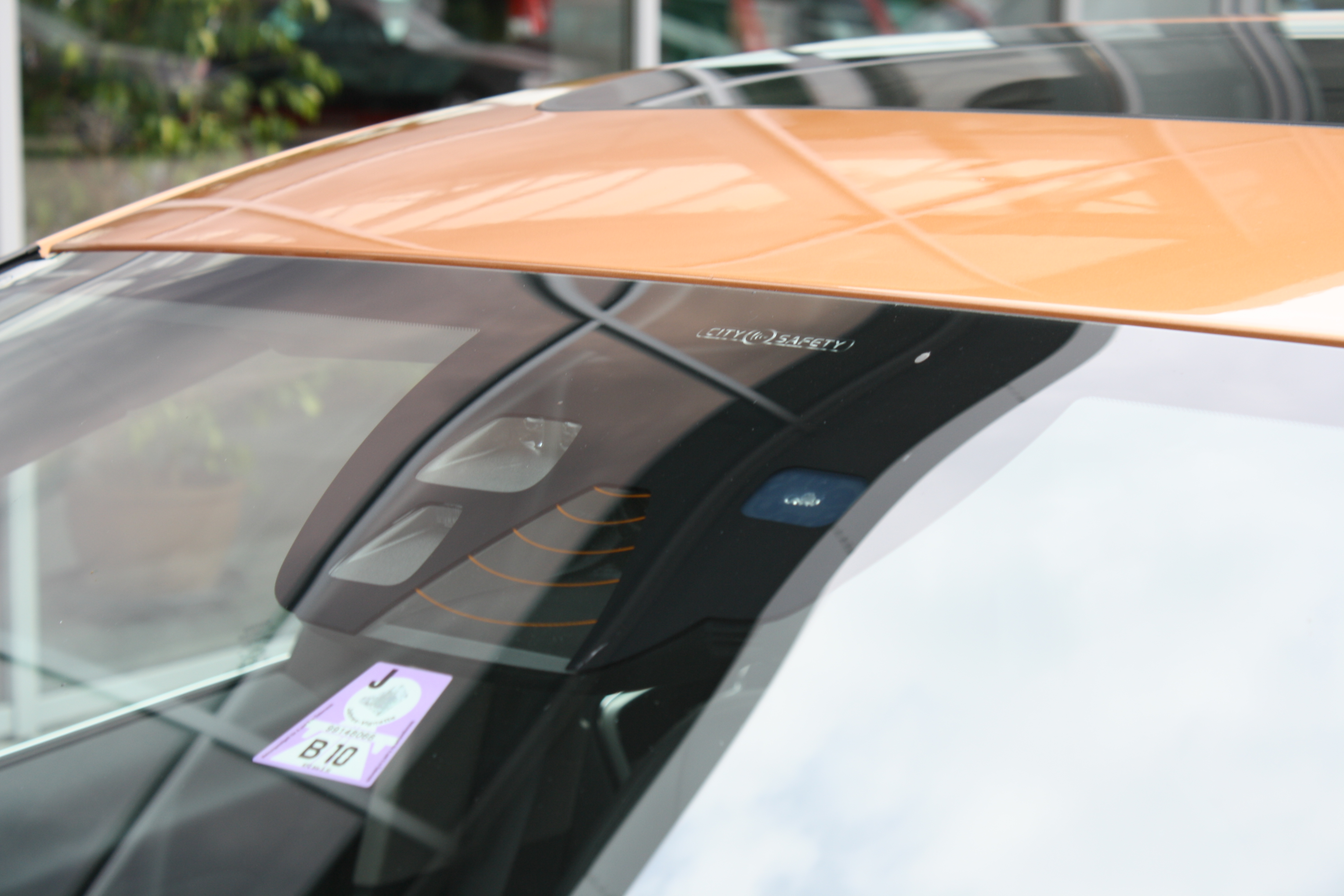
Sistema de càmera d'un assistent de frenada en un Volvo S60

En un assistent de frenada els sensors monitoren l'entorn i avisen el conductor abans que es produeixin situacions crítiques, per donar-li oportunitat de reaccionar. Si el sistema detecta que una col·lisió és inevitable, calcula quant de fort ha de frenar el vehicle per evitar-ne l'impacte. Si el conductor frena, el sistema reforça la pressió de frenada a la mesura corresponent.
A velocitats més reduïdes, per exemple durant el trànsit en ciutat, els assistents de frenada reconeixen esi els vehicles davant estan en moviment o aturats i preparen el sistema de fre automàticament per a una frenada d'emergència. Si el conductor no reacciona davant la situació, l'assistent de frenada pot activar els frens, de manera que es pot evitar completament el xoc. En cas que la col·lisió sigui inevitable, l'assistent de frenada almenys disminueix la força de l'impacte, reduint així el risc de lesions per als passatgers del vehicle involucrat.
Molts sistemes més moderns no reaccionen únicament respecte als altres vehicles, sinó també respecte als usuaris de la via pública, com vianants o ciclistes. Així s'eviten o minorizan les col·lisions frontals incrementant substancialment la seguretat dels transeünts i ciclistes.
Sovint es combina amb una càmera i amb sensors per a les posicions del pedal. El sistema està aleshores en situació d'estimar millor el comportament del conductor d'acord amb la situació i poder donar suport als conductors en la superació de les situacions més difícils. Per exemple, el sistema de frenada d'emergència reconeix una situació crítica d'emergència basant-se en un alliberament ràpid del pedal d'acceleració i un accionament amb força del pedal de fre, de manera que desenvolupa ràpidament la pressió de frenada completa, que és necessària per a una demora màxima. Addicionalment es poden adoptar mesures addicionals al sistema per a la seguretat dels passatgers.

## Frenada autònoma d'emergència

Adaptive Cruise Control per a l' Active Brake Assist

La frenada autònoma en cas d'emergència és una evolució del sistema de frenada del cotxe. També hi ha disponibles la majoria dels sensors de l'assistent de frenada d'emergència. Per exemple, per a un reconeixement més segur de la distància al cotxe del davant i la seva respectiva velocitat es munta normalment un sensor de radar, que no està disponible per a sistemes més senzills. Segons l'exactitud de la predicció es permet una reversió de la iniciativa: El conductor no ha de provocar l'activació del sistema com en un assistent de frenada d'emergència, sinó que el pot anul·lar. Si el conductor no fa cap acció, el sistema s'activa independentment i frena el vehicle.
Quan es reconeix una situació crítica, per exemple a causa d'un canvi sobtat en la separació amb el cotxe del davant i amb risc de xoc, el conductor és avisat en una primera etapa de manera visual i acústica. Si el conductor no reacciona, el sistema executa llavors una reducció de la velocitat de marxa significativa (frenada parcial). Si la distància calculada arriba a un mínim i el conductor encara segueix sense reaccionar, es fa una frenada total per evitar el xoc amb l'obstacle o almenys minimitzar l'impacte del xoc. Si es reconeix massa tard l'obstacle o el vehicle davant, per exemple, a causa d'anar conduint sobre un canvi de rasant, el sistema pot executar ràpidament una frenada parcial o total, sense advertir-ho prèviament al conductor. Aquestes mesures es complementen amb mesures addicionals per a la seguretat dels passatgers. A Alemanya es va presentar aquest sistema per primera vegada l'any 2006.

## Frens multicol·lisió
Si es detecta un accident a través de la unitat de control de les bosses d'aire i tot i així, el vehicle continua avançant, els frens multicol·lisió activen una frenada del vehicle de nivell 0,6 g per evitar col·lisions subseqüents o almenys reduir el més possible l'energia cinètica del vehicle. A més a més, l'aparell de control de bosses d'aire pot, en funció del sistema, tenir en compte sensors addicionals del vehicle, com ara els sensors de soroll o pressió de les portes, per poder prendre la decisió sobre l'activació dels frens multicol·lisió.

## Sistema de protecció dels ocupants
Un sistema de protecció dels ocupants reconeix situacions potencialment perilloses com ara obstacles, sobreviratges o subviratges forts o una distància de separació massa curta. D'aquesta manera reacciona actuant abans del possible cas d'emergència, tensant els cinturons de seguretat, portant els seients a una posició vertical òptima, així com tancant les finestres i el sostre corredís. En funció de l'equipament del vehicle també pot re-col·locar els reposacaps abatibles o un sistema per poder donar una millor subjecció lateral.